# ADCC作用
ADCC作用（抗体依赖的细胞介导（媒介）的细胞毒性作用，缩写ADCC）是一种细胞介导的免疫防御机制，在靶细胞膜表面抗原结合了特异性的抗体的情况下，激活免疫系统的效应细胞裂解靶细胞的作用。因其对已存在的抗体的依赖性，ADCC作用是适应性免疫反应的一部分，也是体液免疫反应的一部分，用于限制和消除感染。

依赖抗体的细胞毒性

经典的ADCC作用由自然杀伤细胞（NK）介导，巨噬细胞、中性粒细胞和嗜酸性粒細胞（嗜酸性球）也能介导ADCC作用。比如嗜酸性粒細胞（嗜酸性球）能通过ADCC作用杀死某些特定的寄生虫。

## NK细胞的ADCC作用
经典的ADCC作用涉及抗体对NK细胞的激活。NK细胞表面表达有CD16分子，或称为FcγRIII，是一种Fc受体，能识别并结合于抗体（如IgG）的Fc端，从而结合到病原体感染的靶细胞表面。一旦Fc受体与IgG的Fc区域结合，自然杀伤细胞就会释放细胞因子（如IFN-γ）和细胞毒性颗粒，包括穿孔素和颗粒酶，进入靶细胞触发细胞凋亡。

## 嗜酸性粒细胞的ADCC作用
有些寄生虫的细胞大小已经超过吞噬作用所能吞噬的范围，它们也有一个外部结构或覆盖物，耐受由中性粒细胞和巨噬细胞所释放物质的攻击。而在IgE定位在这些寄生虫上后，嗜酸性粒细胞的Fc受体（FceRI）会识别这些IgE，随后发挥作用杀死寄生虫。

## 延伸阅读
- Janeway CA, Jr.;  et al.  5th. Garland Publishing. 2001. ISBN 0-8153-3642-X. (electronic full text via NCBI Bookshelf).
- Pier GB, Lyczak JB, Wetzler LM. . ASM Press. 2004. ISBN 1-55581-246-5.